# Artur Sandin
Nils Artur Sandin, född november 1877 i Trehörningsjö, Västernorrlands län, död 16 oktober 1940 i Stockholm, var en svensk bildhuggare.
Artur Sandin var från 1900 gift med Gerda Thorborg Fridlund. Han studerade vid Tekniska skolan i Stockholm och i utlandet. Vid återkomsten arbetade han en period för Carl Milles. Han medverkade i Ångermanlands konstförbunds vandringsutställningar och i Härnösandsutställningen 1935. Bland hans verk märks skulpturen Faraos dotter i Örnsköldsviks stadsträdgård samt en dopfunt efter Einar Lundbergs ritning till Trehörningsjö kyrka. 
Artur Sandin har framför allt gjort sig känd för dopfunter i huggen sten. Han är begravd på Norra begravningsplatsen utanför Stockholm.

## Offentliga verk i urval
- Dopfunt, Hjorthagens kyrka[8]
- Troligen August Strindbergs gravkors efter ritning av Cristian Eriksson. [9]
- Dopfunt, Sundbybergs kyrka efter ritning av Axel Sjögren.[10]
- Dopfunt, Tingsås kyrka. [11]
- Björnfamilj (1916), bohusgranit, huggen efter modell av Carl Fagerberg, södra grindstolpen vid huvudentrén till Naturhistoriska riksmuseet i Stockholm.